# Diastatea virgata
Diastatea virgata är en klockväxtart som beskrevs av Michael Joseph François Scheidweiler. Diastatea virgata ingår i släktet Diastatea och familjen klockväxter.

## Underarter
Arten delas in i följande underarter:
- D. v. ciliata
- D. v. virgata